# Cecil Sharp
Pour les articles homonymes, voir Sharp.
Cecil James Sharp (22 novembre 1859 à Camberwell dans le Surrey - 23 juin 1924) est le pionnier du Renouveau folk britannique. Du sud rural de l'Angleterre au fin fond des Appalaches, il a recueilli des milliers d'airs, compilés dans English Folk Song: Some Conclusions. Il ressuscita la tradition des Country dances, grâce à ses recherches sur les danses locales et les sources écrites ; les danses reconstituées par Sharp conservent leurs adeptes et sont pratiquées par des troupes folkloriques depuis maintenant plus d'un siècle. Sharp a, en particulier, appelé l'attention sur la Morris dance, et en 1911 a fondé l’English Folk Dance Society.

## Jeunesse
Sharp est le fils aîné d’un négociant en ardoise passionné d’archéologie, d’architecture, de meubles anciens et de musique, James Sharp. Il effectua sa scolarité à Uppingham, mais arrêta l'école à 15 ans et suivit des cours particuliers pour s'inscrire à Cambridge. Il y fut membre de l'équipe d'aviron de Clare College et obtint sa licence ès arts en 1882.

## En Australie
Sur le conseil de son père, Sharp émigra en Australie. Arrivé à Adélaïde au mois de novembre 1882, il obtint au début de l’année suivante un poste d'employé à la Commercial Bank of South Australia. Ayant un vernis de science juridique, on le nomma en avril 1884 adjoint du juge local, Samuel Way. Il conserva ce poste jusqu'en 1889, date à laquelle il décida de se consacrer à plein-temps à la musique. Il était devenu organiste-adjoint de la cathédrale Saint-Pierre peu après son arrivée, et avait été chef de chœur. Par la suite il sera chef d'orchestre du Philharmonique d'Adélaide, et en 1889 il s’associera à I. G. Reimann pour la création de l'Adelaide College of Music. Malgré le succès de ses cours, vers le milieu de 1891 il se retira de l’établissement. Reimann s'occupa seul de l’école, qui devint en 1898 l’Elder Conservatorium of Music de l’université. SHarp composa la musique d'une operette : Dimple's Lovers, interprétée au Adelaide Garrick Club à l’Albert Hall d'Adélaïde le 9 septembre 1890, et deux opérettes : Sylvia, jouée au Theatre Royal d'Adélaïde le 4 décembre 1890, et The Jonquil. Le livret de ces deux opérettes a été composé par Guy Boothby. Sharp composa aussi la musique de berceuses interprétées par la chorale de la cathédrale. Sharp avait beaucoup d’amis en Australie, et lorsqu'il décida de retourner en Angleterre, une pétition de 300 signatures lui demanda de poursuivre son œuvre à Adélaïde.

## Retour en Angleterre
C'est ainsi qu'en janvier 1892 Sharp revint en Angleterre et, le 22 août 1893, il épousait Constance Dorothea Birch, elle aussi passionnée de musique à East Clevedon, dans le Somerset. Ils eurent trois filles et un fils. Toujours en 1893, Ludgrove School, une école préparatoire du Nord de Londres, le recruta comme professeur de musique. Parallèlement aux cours qu'il donnait dans cette école, il prenait une multitude d'autres engagements en tant que musicien.
À partir de 1896, Sharp devint le principal du Conservatoire de Hampstead , poste à mi-temps mais qui le faisait bénéficier d'un logement de fonction ; mais au mois de juillet 1905, confronté au refus d'augmenter son salaire ou de le laisser prendre davantage d'étudiants, il démissionna : comme il ne lui restait plus que son emploi à Ludgrove, ses revenus provenaient désormais essentiellement de ses conférences et de ses livres de musique folklorique.

### La musique folk anglaise

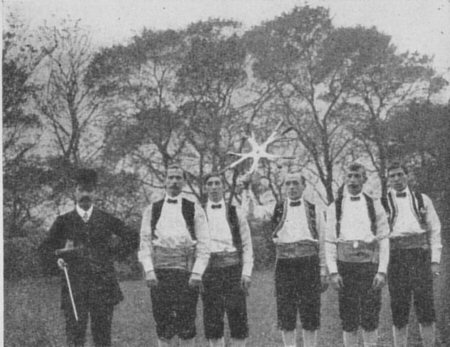
Les Royal Earsdon dancers, adeptes de la Sword dance (1910).

La pédagogie musicale était à l’époque encore essentiellement allemande, et recourait donc à des airs de musique traditionnelle allemande. De son côté, Sharp, en tant que professeur de musique, était curieux de musique traditionnelle des Îles Britanniques, tant vocale qu'instrumentale (c'est-à-dire dansée), surtout en ce qui concernait les mélodies. Il lui parut indispensable d'offrir aux locuteurs de l'anglais (et des autres langues parlées en Grande-Bretagne et en Irlande) une ouverture sur le patrimoine musical des diverses régions de Grande-Bretagne. C'est ainsi qu'en 1903, à l'occasion d'une visite chez son éditeur et ami Charles Marson de Hambridge (dans le sud du Somerset), il se mit à recueillir ses premiers chants folkloriques. Il réunit ainsi une collection de plus de 1 600 airs ou textes auprès de 350 chanteurs, et s'en servit pour ses conférences lectures et sa campagne de presse en faveur du sauvetage du patrimoine musical traditionnel anglais. Quoique Sharp ait enquêté dans 15 autres comtés après 1907, les airs du Somerset formeront le socle de son expérience personnelle et de ses théories.
Sharp s'intéressa aux danses traditionnelles anglaises après avoir assisté à Noël 1899 au spectacle d'une troupe de morris dancers accompagnés à la concertina par William Kimber, dans le village d'Headington Quarry, près d'Oxford. À l'époque, les Morris dances avaient presque disparu : les dessins de Sharp les préservèrent de l'oubli.
Elles revinrent à la mode lorsque Mary Neal se servit des chorégraphies (encore inédites) de Sharp pour enseigner les danses traditionnelles à ses élèves de l'Esperance Girls' Club de Londres, en 1905. Leur enthousiasme convainquit Sharp de publier ses notes sous le titre de Morris Books en 1907.
De 1911 à 1913, Sharp publia une somme chorégraphique en trois tomes, The Sword Dances of Northern England, où l'on trouve deux pyrrhiques anglaises pratiquement disparues de la pratique : la « danse de la rapière » de Northumbrie et la « Long Sword dance » du Yorkshire.

#### Recueils de chants pour enfants

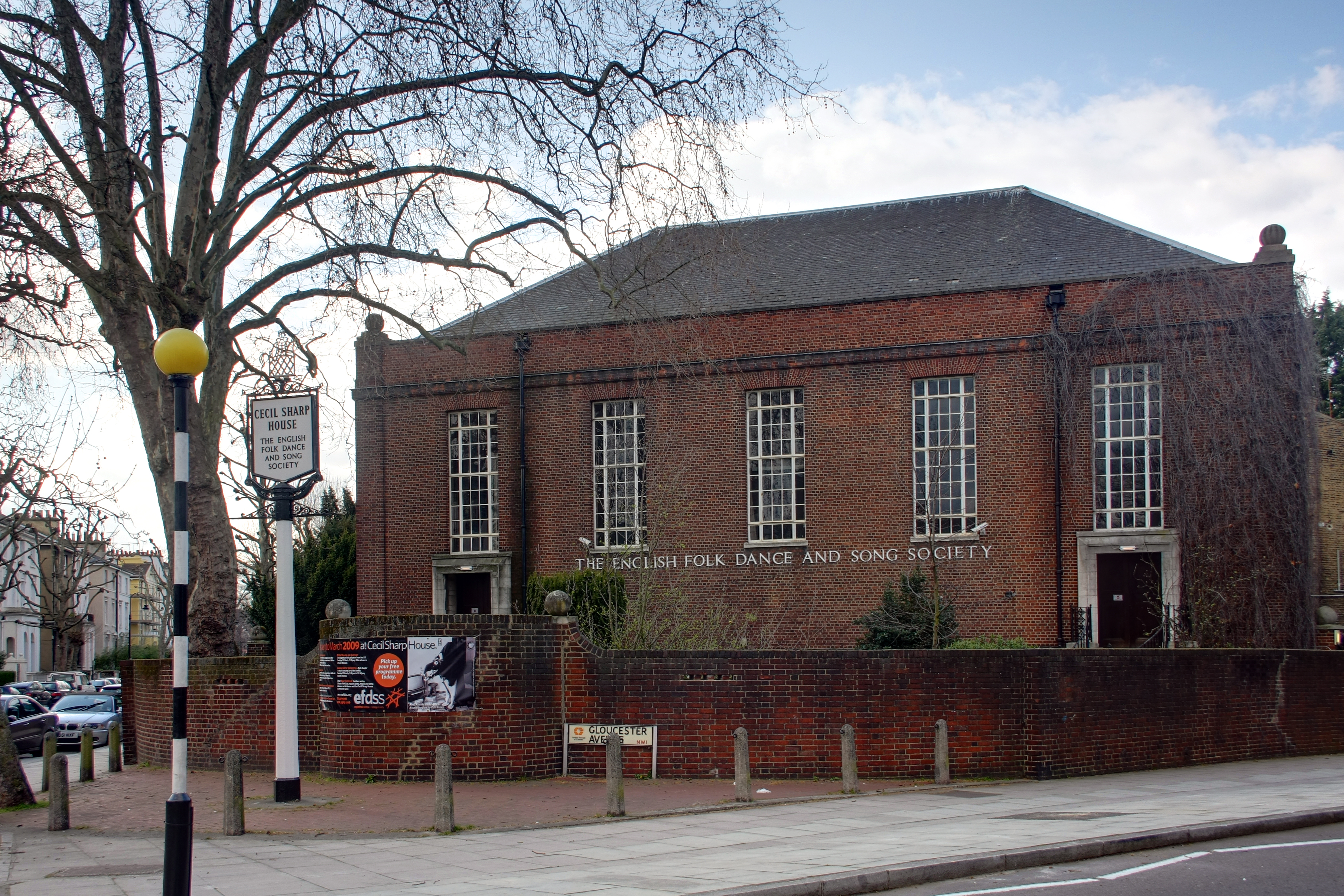
La maison de Cecil Sharp dans Regent's Park (Londres).

Même si l'école publique était encore dans les limbes, Sharp n'hésita pas à publier des recueils de chants pour enfants, intégrés par la suite au cursus de l'enseignement élémentaire. Ces recueils contiennent souvent des harmonisations pour chorale de chants traditionnels avec accompagnement au piano. Bien qu'on ait pu dire que les accompagnements composés par Sharp dérangent les chanteurs de musique traditionnelle (qui, en Angleterre, chantent presque toujours a capella), ces arrangements ont familiarisé des générations d'écoliers avec les mélodies traditionnelles du patrimoine national.

#### Censure et euphémismes
Les projets scolaires de Sharp expliquent aussi pourquoi il a censuré en les « adaptant » certaines paroles de chansons, au contenu grivois ou lardé de sous-entendus érotiques ; toutefois, Sharp a scrupuleusement conservé dans ses notes les paroles originales qui, étant donné la pruderie de l'époque victorienne, n'auraient jamais été publiées telles quelles (surtout dans un manuel scolaire). Comme exemple d'adaptation on peut citer la chanson The Keeper. Le propos immédiat de Sharp (diffuser les mélodies exotiques et méconnues par l'éducation musicale) explique pourquoi les paroles n'étaient pas, à ses yeux, si importantes que cela.

#### L’English Folk Dance Society
En 1911, pour promouvoir la pratique des danses traditionnelles britanniques, Sharp a fondé l’English Folk Dance Society, qui a fusionné en 1932 avec la Folk Song Society. Le siège de l'association, à Londres, prte le nom de Cecil Sharp House.

#### Influence sur la musique classique anglaise
L'action de Sharp s'est accomplie à une période de nationalisme qui s'exprimait aussi dans la musique classique, avec l'idée d'affirmer l'originalité de la composition classique anglaise en l'ancrant dans des motifs musicaux (intervalles, ornements, rythmes) traditionnels et bien reconnaissables. Parmi les compositeurs qui ont suivi ce mouvement, il y a lieu de citer Ralph Vaughan Williams, qui mena ses propres recherches de folklore à travers le Norfolk, le Sussex et le Surrey. Bien sûr, on peut faire remonter l'évocation de motifs traditionnels dans les compositions modernes pour susciter la familiarité et la connivence, à "La Folia" et la Sonnerie de Ste-Geneviève du Mont-de-Paris de Marin Marais, mais l'idée d'associer la musique à un pays était tout de même une nouveauté du particularisme historique du Romantisme fin de siècle.

## Aux États-Unis

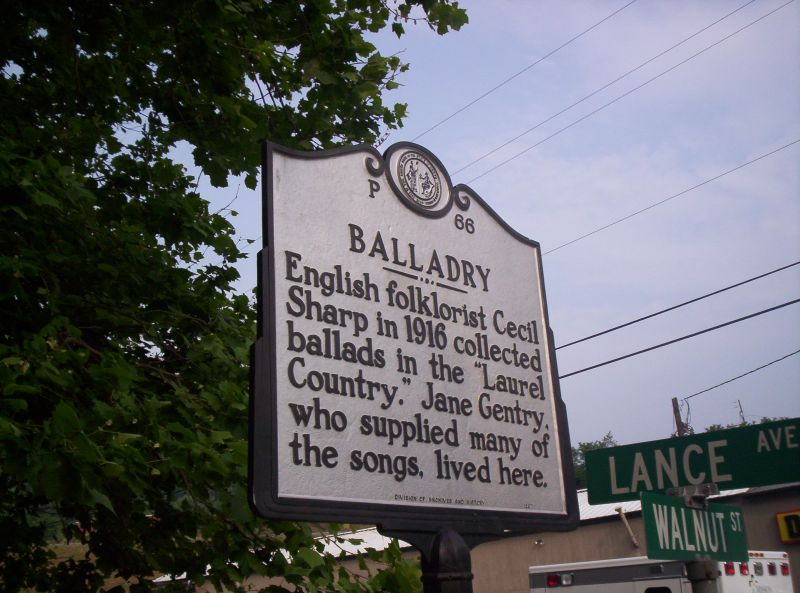
Enseigne à Hot Springs (Caroline du Nord) rappelant qu' en ce lieu Cecil Sharp recueillit ses ballades en 1916.

Au cours de la Première Guerre mondiale, Sharp éprouva de plus en plus de difficultés pour subventionner ses conférences et ses écrits : aussi décida-t-il d'effectuer une grande tournée aux États-Unis. Grâce à sa collaboratrice Maud Karpeles, cette tournée de 1916–1918 connut un franc succès. un public nombreux venait écouter ses conférences de musique folk, et Sharp en profita pour effectuer un travail de terrain : rechercher les traces de chansons folkloriques anglaises dans les régions reculées des Appalaches méridionales, s'inspirant en cela d'une démarché engagée antérieurement par Olive Dame Campbell. En parcourant les montagnes de Virginie, de Caroline du Nord, du Kentucky et du Tennessee, Sharp et Karpeles purent mettre par écrite une mine de chansons folk, dont beaucoup utilisaient la gamme pentatonique, ainsi que plusieurs versions de chansons assez différentes de celles que Sharp avait recueillies dans les campagnes anglaises. Souvent, Sharp notait les airs et Karpeles s'occupait des paroles.
Sharp fut impressionné par la dignité, la courtoisie et la grâce naturelle des gens des Appalaches qui le recevaient avec sa comparse Karpeles : dans ses écrits, il se fit le héraut de leurs valeurs et de leur mode de vie.

## Opinions politiques
Sharp, qui avait suivi les cours de William Morris à Cambridge, était un socialiste modéré qui pratiqua toute sa vie le végétarisme. Mais il se défiait des déclarations publiques, sentant qu'il aurait plus à perdre que Morris, étant dépendant financièrement pour ses recherches. Il aspirait à la respectabilité, et de plus en plus en vieillissant. Selon sa biographe Maud Karpeles: « Toute manifestation d'extravagance lui était désagréable, et il se conformait même aux conventions vestimentaires, à moins qu'une raison ne justifie de s'en défaire. Cela évite beaucoup d'embarras,avait-il coutume de dire. » Au cours du "second" renouveau folk des années 1950 et 60, Sharp a été blâmé de ce conformisme par les critiques de gauche comme Bert Lloyd. C. J. Bearman écrit à ce sujet que « Lloyd a été effectivement le premier à critiquer Sharp et plus généralement le premier renouveau folk. Cette critique procédait d'un point de vue marxiste : Lloyd (1908-82) avait cheminé avec le parti Communiste depuis les années 1930 (...) Cependant, il a toujours été davantage pragmatique que doctrinaire, et ses critiques de la philosophie et des méthodes de Sharp étaient nuancées d'une admiration pour la détermination et la grandeur épique de l'œuvre. »